# Бородастик гірський
Бородастик гірський (Psilopogon monticola) — вид дятлоподібних птахів родини бородастикових (Megalaimidae).

## Поширення
Ендемік Калімантану. Його природними середовищами існування є субтропічні або тропічні вологі низинні ліси та субтропічні або тропічні вологі гірські ліси.

## Опис
Схожий на бородастика червоногорлого (Psilopogon mystacophanos), але немає червоних плям біля основи дзьоба.

## Спосіб життя
Живиться фруктами і комахами. Гніздиться у порожнинах дерев. Відкладають від 2 до 4 яєць, які інкубують протягом 13-15 днів.